# Discographie d'Anggun
 (décembre 2009).
Si vous disposez d'ouvrages ou d'articles de référence ou si vous connaissez des sites web de qualité traitant du thème abordé ici, merci de compléter l'article en donnant les références utiles à sa vérifiabilité et en les liant à la section « Notes et références ».
Cet article détaille la discographie de la chanteuse Anggun.

## Albums studio
| Année | Album | Classement des ventes | Classement des ventes | Classement des ventes | Classement des ventes | Classement des ventes | Classement des ventes | Classement des ventes | Certifications |
| Année | Album | France                | Suisse                | Italie                | Belgique              | Indonésie             | Malaisie              | Finlande              | Certifications |
| ----- | --- | --------------------- | --------------------- | --------------------- | --------------------- | --------------------- | --------------------- | --------------------- | --- |
| 1986  | Dunia Aku Punya - 1er album Indonésien                                                                           | —                     | —                     | —                     | —                     | 1                     | —                     | —                     | — |
| 1991  | Anak Putih Abu-Abu - 2e album Indonésien                                                                         | —                     | —                     | —                     | —                     | 1                     | —                     | —                     | — |
| 1992  | Nocturno - 3e album Indonésien                                                                                   | —                     | —                     | —                     | —                     | 2                     | —                     | —                     | — |
| 1993  | Anggun C. Sasmi... Lah!!! - 4e album Indonésien                                                                  | —                     | —                     | —                     | —                     | 1                     | —                     | —                     | — |
| 1997  | Au nom de la lune - 1er album en français Snow On the Sahara - 1er album en anglais Anggun - 5e album Indonésien | 34                    | —                     | 7                     | —                     | 1                     | 3                     | 40                    | - Or (France) - 3 × Platine (Indonésie) - Platine (Malaisie) - Or (Singapour) - 2 × Platine (Italie) - Or (suisse) |
| 2000  | Désirs contraires - 2e album en français Chrysalis - 2e album en anglais - 6e album Indonésien                   | 48                    | 60                    | 10                    | —                     | 1                     | —                     | —                     | - Or (Italie) - 4 × Platine (Indonésie)                                                                            |
| 2002  | Open Hearts : Original Soundtrack - 3e album en anglais                                                          | —                     | —                     | —                     | —                     | 5                     | —                     | —                     | — |
| 2005  | Luminescence - 3e album en français - 4e album en anglais - 7e album Indonésien                                  | 16                    | 91                    | 27                    | 71                    | 1                     | —                     | —                     | - Or (France) - Or (Italie) - 4 × Platine (Indonésie) - Or (Russie)                                                |
| 2008  | Élévation - 4e album en français Elevation - 5e album en anglais - 8e album Indonésien                           | 36                    | —                     | —                     | 86                    | 1                     | —                     | —                     | 7 × Platine (Indonésie)                                                                                            |
| 2011  | Échos - 5e album en français Echoes - 7e album en anglais - 9e album Indonésien                                  | 101/48                | —                     | —                     | 148                   | 1                     | —                     | —                     | 4 × Platine (Indonésie)                                                                                            |
| 2015  | Toujours un ailleurs - 6e album Français                                                                         | 43                    | —                     | —                     | 43                    | —                     | —                     | —                     | - |
| 2017  | 8 - 8e album en anglais                                                                                          | —                     | —                     | —                     | —                     | —                     | —                     | —                     | — |

## Compilations
| Année | Album                                               | Classement des ventes | Classement des ventes | Classement des ventes | Classement des ventes | Classement des ventes | Classement des ventes | Classement des ventes | Certification France    |
| Année | Album                                               | France                | Suisse                | Italie                | Belgique              | Indonésie             | Malaisie              | Finlande              | Certification France    |
| ----- | --------------------------------------------------- | --------------------- | --------------------- | --------------------- | --------------------- | --------------------- | --------------------- | --------------------- | ----------------------- |
| 1994  | Yang Hilang - 1re best of Indonésien                | —                     | —                     | —                     | —                     | 3                     | —                     | —                     | —                       |
| 2006  | Best Of - 5e album en anglais - 9e album Indonésien | —                     | —                     | 97                    | —                     | 1                     | —                     | —                     | Platine x 2 (Indonésie) |
| 2013  | Design of a Decade - 12e album Indonésien           | —                     | —                     | —                     | —                     | 1                     | —                     | —                     | —                       |

## Singles

### Années 1980
| Année | Titre           | Meilleure position     | Album           |
| Année | Titre           | Drapeau de l'Indonésie | Album           |
| ----- | --------------- | ---------------------- | --------------- |
| 1986  | Tegang          | -                      | Dunia Aku Punya |
| 1986  | Dunia Aku Punya | -                      | Dunia Aku Punya |

### Années 1990
| Année | Titre                                            | Meilleure position   | Meilleure position   | Meilleure position  | Meilleure position     | Meilleure position     | Meilleure position     | Meilleure position     | Meilleure position     | Meilleure position | Album                                           |
| Année | Titre                                            | Drapeau de la France | Drapeau de la Suisse | Drapeau de l'Italie | Drapeau de la Belgique | Drapeau de l'Indonésie | Drapeau de la Malaisie | Drapeau de la Finlande | Drapeau de l'Allemagne | (dance)            | Album                                           |
| ----- | ------------------------------------------------ | -------------------- | -------------------- | ------------------- | ---------------------- | ---------------------- | ---------------------- | ---------------------- | ---------------------- | ------------------ | ----------------------------------------------- |
| 1991  | Nafas Cinta                                      | -                    | -                    | -                   | -                      | -                      | -                      | -                      | -                      | -                  | Anak Putih Abu-Abu                              |
| 1991  | Anak Putih Abu Abu                               | -                    | -                    | -                   | -                      | -                      | -                      | -                      | -                      | -                  | Anak Putih Abu-Abu                              |
| 1991  | Pesta Kita                                       | -                    | -                    | -                   | -                      | -                      | -                      | -                      | -                      | -                  | Anak Putih Abu-Abu                              |
| 1992  | Nocturno                                         | -                    | -                    | -                   | -                      | -                      | -                      | -                      | -                      | -                  | Nocturno                                        |
| 1992  | Sentuhan Dewata                                  | -                    | -                    | -                   | -                      | -                      | -                      | -                      | -                      | -                  | Nocturno                                        |
| 1993  | Kembalilah Kasih (Kita Harus Bicara)             | -                    | -                    | -                   | -                      | -                      | -                      | -                      | -                      | -                  | Anggun C. Sasmi... Lah!!!                       |
| 1997  | La neige au Sahara / Snow on the Sahara          | 16                   | 24                   | 1                   | 24                     | 1                      | -                      | 20                     | 55                     | 16                 | Au nom de la lune / Snow On the Sahara / Anggun |
| 1997  | La rose des vents / A rose in the Wind / Kembali | 49                   | -                    | 17                  | -                      | 2                      | -                      | -                      | -                      | -                  | Au nom de la lune / Snow On the Sahara / Anggun |
| 1998  | Au nom de la lune                                | 60                   | -                    | -                   | -                      | -                      | -                      | -                      | -                      | -                  | Au nom de la lune / Snow On the Sahara / Anggun |
| 1998  | La ligne des sens                                | -                    | -                    | -                   | -                      | -                      | -                      | -                      | -                      | -                  | Au nom de la lune / Snow On the Sahara / Anggun |
| 1999  | Dream of Me                                      | -                    | -                    | -                   | -                      | -                      | -                      | -                      | -                      | -                  | Au nom de la lune / Snow On the Sahara / Anggun |
| 1999  | Life on Mars                                     | -                    | -                    | -                   | -                      | -                      | -                      | -                      | -                      | -                  | Au nom de la lune / Snow On the Sahara / Anggun |
| 1999  | Sa raison d'être                                 | -                    | -                    | -                   | -                      | -                      | -                      | -                      | -                      | -                  | Dernière Édition avant l'an 2000                |
| 1999  | La perle noire                                   | -                    | -                    | -                   | -                      | -                      | -                      | -                      | -                      | -                  | BO de Manatéa, les perles du pacifique          |

### Années 2000
| Année | Titre                                       | Meilleure position   | Meilleure position   | Meilleure position  | Meilleure position     | Meilleure position     | Meilleure position   | Meilleure position     | Meilleure position  | Meilleure position    | Meilleure position    | Meilleure position     | Meilleure position   | Album                                |
| Année | Titre                                       | Drapeau de la France | Drapeau de la Suisse | Drapeau de l'Italie | Drapeau de la Belgique | Drapeau de l'Indonésie | Drapeau de la Russie | Drapeau de la Finlande | Drapeau de la Grèce | Drapeau de la Turquie | Drapeau de la Norvège | Drapeau de la Bulgarie | Drapeau des Pays-Bas | Album                                |
| ----- | ------------------------------------------- | -------------------- | -------------------- | ------------------- | ---------------------- | ---------------------- | -------------------- | ---------------------- | ------------------- | --------------------- | --------------------- | ---------------------- | -------------------- | ------------------------------------ |
| 2000  | Qui sait ?                                  | 15                   | -                    | -                   | -                      | -                      | -                    | -                      | -                   | -                     | -                     | -                      | -                    | Solidays                             |
| 2000  | Un geste d'amour / Yang Aku Tunggu          | 62                   | -                    | -                   | -                      | -                      | -                    | -                      | -                   | -                     | -                     | -                      | -                    | Désirs contraires / Chrysalis        |
| 2000  | Tu mens / Chrysalis                         | -                    | -                    | 39                  | -                      | -                      | -                    | -                      | -                   | -                     | -                     | -                      | -                    | Désirs contraires / Chrysalis        |
| 2000  | Tears of Sorrow                             | -                    | -                    | -                   | -                      | -                      | -                    | -                      | -                   | -                     | -                     | -                      | -                    | Désirs contraires / Chrysalis        |
| 2001  | Derrière la porte / Still Reminds Me        | -                    | -                    | 17                  | -                      | 1                      | -                    | -                      | -                   | -                     | -                     | -                      | -                    | Désirs contraires / Chrysalis        |
| 2001  | Que Serais-Je Demain ?                      | 92                   | -                    | -                   | -                      | -                      | -                    | -                      | -                   | -                     | -                     | -                      | -                    | Les Voix de l'espoir                 |
| 2001  | Summer in Paris (feat DJ Cam)               | -                    | -                    | 41                  | -                      | -                      | -                    | -                      | -                   | -                     | -                     | -                      | -                    | Soulshine                            |
| 2002  | Deep Blue Sea                               | -                    | -                    | -                   | -                      | 2                      | -                    | -                      | -                   | -                     | -                     | -                      | -                    | Music Detected                       |
| 2002  | Open your Heart                             | -                    | -                    | -                   | -                      | -                      | -                    | -                      | -                   | -                     | 51                    | -                      | -                    | Open Hearts : Original Soundtrack    |
| 2002  | Counting Down                               | -                    | -                    | -                   | -                      | 6                      | -                    | -                      | -                   | -                     | -                     | -                      | -                    | Open Hearts : Original Soundtrack    |
| 2002  | I Wanna Hurt You                            | -                    | -                    | -                   | -                      | -                      | -                    | -                      | -                   | -                     | -                     | -                      | -                    | Open Hearts : Original Soundtrack    |
| 2002  | Amore Immaginato (feat. Piero Pelù)         | -                    | -                    | 8                   | -                      | -                      | -                    | -                      | -                   | -                     | -                     | -                      | -                    | U.D.S. - L'uomo della strada         |
| 2003  | World (feat. Zucchero)                      | -                    | 37                   | -                   | -                      | -                      | -                    | -                      | -                   | -                     | -                     | -                      | -                    | Shake                                |
| 2003  | Time Flies By (feat. Ep Bergen)             | -                    | -                    | -                   | -                      | -                      | -                    | -                      | -                   | -                     | -                     | -                      | -                    | Time Flies By (EP)                   |
| 2004  | Une île (feat Serge Lama)                   | -                    | -                    | -                   | -                      | -                      | -                    | -                      | -                   | -                     | -                     | -                      | -                    | Pluri((elles))                       |
| 2004  | La mer est sans fin (feat Tri Yann)         | -                    | -                    | -                   | -                      | -                      | -                    | -                      | -                   | -                     | -                     | -                      | -                    | Marines                              |
| 2005  | Et puis la Terre...                         | 2                    | 8                    | -                   | 2                      | -                      | -                    | -                      | -                   | -                     | -                     | -                      | -                    | A.S.I.E.                             |
| 2005  | Voir l'envers                               | -                    | -                    | -                   | -                      | -                      | -                    | -                      | -                   | -                     | -                     | -                      | -                    | Flatmania                            |
| 2005  | Être une Femme (feat Diam's) / In your Mind | 16                   | 58                   | -                   | 36                     | 1                      | -                    | -                      | -                   | -                     | -                     | 13                     | -                    | Luminescence                         |
| 2005  | Undress Me                                  | -                    | -                    | 13                  | -                      | 6                      | -                    | -                      | -                   | -                     | -                     | -                      | -                    | Luminescence                         |
| 2005  | Cesse la Pluie / Savior / Mantra            | 22                   | 65                   | 35                  | -                      | -                      | -                    | -                      | 41                  | -                     | -                     | -                      | 94                   | Luminescence                         |
| 2006  | Juste Avant Toi / I'll Be Alright           | 28                   | -                    | -                   | -                      | 1                      | 46                   | -                      | -                   | -                     | -                     | -                      | -                    | Luminescence                         |
| 2006  | Garde Moi (feat David Hallyday) / A Crime   | -                    | -                    | -                   | -                      | 2                      | -                    | -                      | -                   | -                     | -                     | -                      | -                    | Luminescence                         |
| 2006  | L'Or de nos vies                            | 5                    | 43                   | -                   | -                      | 1                      | -                    | -                      | -                   | -                     | -                     | -                      | -                    | Fight Aids                           |
| 2007  | Mimpi                                       | -                    | -                    | -                   | -                      | 1                      | -                    | -                      | -                   | -                     | -                     | -                      | -                    | Best Of                              |
| 2007  | Pour Que Tu Sois Libre                      | 21                   | -                    | -                   | -                      | -                      | -                    | -                      | -                   | -                     | -                     | -                      | -                    | La Rose Marie-Claire                 |
| 2007  | Tonight (feat Reamonn)                      | -                    | -                    | -                   | -                      | -                      | -                    | -                      | -                   | -                     | -                     | -                      | -                    | Wish                                 |
| 2007  | Un Jour sur Terre                           | -                    | -                    | -                   | -                      | -                      | -                    | -                      | -                   | -                     | -                     | -                      | -                    | Un jour sur Terre (BO)               |
| 2007  | Un Noël pour Tous                           | 50                   | -                    | -                   | -                      | -                      | -                    | -                      | -                   | -                     | -                     | -                      | -                    | Un Noël pour Tous (single)           |
| 2008  | Street of Philadelphia (feat I Muvrini)     | -                    | -                    | -                   | -                      | -                      | -                    | -                      | -                   | -                     | -                     | -                      | -                    | Associu pè una fundazione di corsica |
| 2008  | Si tu l'avoues / Crazy / Jadi Milikmu       | -                    | -                    | -                   | -                      | 1                      | -                    | -                      | -                   | -                     | -                     | -                      | -                    | Élévation / Elevation                |
| 2008  | Si je t'emmène (feat Pras) / My Man         | -                    | -                    | -                   | -                      | -                      | -                    | -                      | -                   | -                     | -                     | -                      | -                    | Élévation / Elevation                |
| 2008  | No Stress (feat Laurent Wolf)               | -                    | -                    | -                   | -                      | -                      | -                    | -                      | -                   | -                     | -                     | -                      | -                    | Élévation / Elevation                |
| 2009  | Berganti Hati (No Song)                     | -                    | -                    | -                   | -                      | -                      | -                    | -                      | -                   | -                     | -                     | -                      | -                    | Élévation / Elevation                |

### Années 2010
| Année | Titre                                                            | Meilleure position | Meilleure position | Meilleure position     | Meilleure position     | Meilleure position     | Meilleure position     | Meilleure position | Meilleure position   | Album                            |
| Année | Titre                                                            | [ 7 ]              | [ 8 ]              | Drapeau de l'Indonésie | Drapeau de la Malaisie | Drapeau de la Finlande | Drapeau de l'Allemagne | (dance)            | Drapeau de l'Ukraine | Album                            |
| ----- | ---------------------------------------------------------------- | ------------------ | ------------------ | ---------------------- | ---------------------- | ---------------------- | ---------------------- | ------------------ | -------------------- | -------------------------------- |
| 2010  | Chama por me (Call My Name) (feat Mickael Carreira)              | -                  | -                  | -                      | -                      | -                      | -                      | -                  | -                    | -                                |
| 2010  | Always You (feat Schiller)                                       | -                  | -                  | -                      | -                      | -                      | 90                     | -                  | -                    | Échos / Echoes                   |
| 2011  | Je partirai / Yang Terlarang                                     | -                  | -                  | -                      | -                      | -                      | -                      | -                  | -                    | Échos / Echoes                   |
| 2011  | Mon meilleur amour / Only Love / Hanyalah Cinta                  | -                  | -                  | 1                      | -                      | -                      | -                      | -                  | -                    | Échos / Echoes                   |
| 2011  | You & I (Eurovision 2012)                                        | 74                 | -                  | -                      | -                      | -                      | -                      | -                  | 4                    | Échos / Echoes                   |
| 2012  | Quelques mots d'amour                                            | -                  | _                  | -                      | -                      | -                      | -                      | -                  | -                    | Échos / Echoes                   |
| 2013  | Vivre d'amour (feat Natasha St-Pier)                             | -                  | -                  | -                      | -                      | -                      | -                      | -                  | -                    | Thérèse, vivre d'amour           |
| 2013  | Snow in the Sahara (2013 Exclusive version)                      | -                  | -                  | -                      | -                      | -                      | -                      | -                  | -                    | Design of a Decade               |
| 2014  | Right Place Right Time (feat DJ Indyana)                         | -                  | -                  | 3                      | -                      | -                      | -                      | -                  | -                    | Design of a Decade               |
| 2014  | La Neige du Sahara (Faço Chover No Deserto) (feat Tony Carreira) | -                  | -                  | -                      | -                      | -                      | -                      | -                  | -                    | Nos fiançailles, France/Portugal |
| 2014  | Kiss and Love                                                    | 47                 | -                  | -                      | -                      | -                      | -                      | -                  | -                    | Sidaction                        |
| 2014  | Who Wants to Live Forever (feat Il Divo)                         | -                  | -                  | -                      | -                      | -                      | -                      | -                  | -                    | A Musical Affair                 |
| 2015  | Fly My Eagle                                                     | -                  | -                  | 18                     | -                      | -                      | -                      | -                  | -                    | Pendekar Tongkat Emas (B.O)      |
| 2015  | Pour une fois (feat Vincent Niclo)                               | 167                | -                  | -                      | -                      | -                      | -                      | -                  | -                    | Ce que je suis                   |
| 2015  | Let's Groove (feat David Foster, Melanie C and Vanness Wu)       | -                  | -                  | 64                     | 38                     | -                      | -                      | -                  | -                    | -                                |
| 2015  | Lepaskan                                                         | -                  | -                  | 1                      | -                      | -                      | -                      | -                  | -                    | We Love Disney Indonesia         |
| 2015  | Warna Angin                                                      | -                  | -                  | -                      | -                      | -                      | -                      | -                  | -                    | We Love Disney Indonesia         |
| 2015  | A nos enfants                                                    | -                  | -                  | 78                     | -                      | -                      | -                      | -                  | -                    | Toujours un ailleurs             |
| 2016  | Nos vies parallèles (feat Florent Pagny)                         | 47                 | 39                 | -                      | -                      | -                      | -                      | -                  | -                    | Toujours un ailleurs             |
| 2016  | Face au Vent                                                     | -                  | -                  | -                      | -                      | -                      | -                      | -                  | -                    | Toujours un ailleurs             |
| 2017  | Perfect World                                                    | -                  | -                  | -                      | -                      | -                      | -                      | 45                 | -                    | Toujours un ailleurs             |
| 2017  | Sadeness (Part II) (feat Enigma)                                 | -                  | -                  | -                      | -                      | -                      | -                      | -                  | -                    | The Fall of a Rebel Angel        |
| 2017  | Teka Teki (feat Kotak)                                           | -                  | -                  | 70                     | -                      | -                      | -                      | -                  | -                    | -                                |
| 2017  | What We Remember                                                 | -                  | -                  | -                      | -                      | -                      | -                      | 8                  | -                    | 8                                |
| 2018  | The Good Is Back                                                 | -                  | -                  | -                      | -                      | -                      | -                      | 20                 | -                    | 8                                |
| 2018  | Siapa Bilang Gak Bisa                                            | -                  | -                  | -                      | -                      | -                      | -                      | -                  | -                    | -                                |